# 百立建設
百立建設股份有限公司（簡稱百立建設）成立於1982年11月17日，每個建案皆能獲得建築業界的獎項，是高雄知名的豪宅品牌。負責人為邱祐勳。曾獲ISO9002品質認證及內政部優良企業識別標誌。常用的建築語彙為多樣化的天然石材（如巴西帝紅石材）、高級磁磚、熱帶植栽、歐洲宮廷……等。

## 代表作品：
- 百立帝國王座
- 百立首府宮庭
- 百立帝國花園廣場
- 百 立 皇 冠
- 百立首府帝國
- 百立海洋帝國
- 百立帝堡
- 百立海洋帝寶

## 關係企業組織
- 國恩營造公司
- 百立文教基金會

## 外部連結
- 百立建設 （页面存档备份，存于）